# Волинцева Любов Петрівна
Любо́в Петрі́вна Воли́нцева (1905 , Волинцеве, Волинцівська волость, Путивльський повіт, Курська губернія, Російська імперія  — невідомо ) — український державний діяч. Депутат Верховної Ради УРСР першого скликання (1938–1947).

## Біографія
Народилася 1900 року в родині селянина-бідняка Петра Григоровича Кривопишина в селі Волинцеве, тепер Путивльський район, Сумська область, Україна.
З дитячих років наймитувала в поміщицьких економіях та у заможних селян. Після встановлення радянської влади працювала у власному сільському господарстві. У 1926 році обрана членом сільської ради села Волинцеве. 
У 1928 році була однією із організаторок створення колгоспу «Красний пахар» у селі Волинцеве. У 1931 році «Красний пахар» увійшов до об'єднаного колгоспу імені Комінтерну.
Любов Волинцева працювала ланковою, а потім бригадиром колгоспу імені Комінтерну села Волинцеве.
З 1934 до 1938 року — голова сільської ради села Волинцеве Путивльського району Чернігівської області.
У 1938 році закінчила шестимісячні юридичні курси.
З 1938 року — народний суддя Путивльського району Чернігівської області.
26 червня 1938 року обрана депутатом Верховної Ради УРСР першого скликання по Путивльській виборчій окрузі № 161 Чернігівської області.  Член постійної комісії законодавчих передбачень Верховної Ради УРСР.
Член ВКП(б) з 1938 року.
Станом на червень 1945 року — голова виконкому районної ради, с. Червоне Сумської області.